# IAST
IAST (International Alphabet of Sanskrit Transliteration) és l'alfabet internacional de transliteració del sànscrit amb caràcters llatins.

## Història
Aquest codi es va establir a Ginebra el 1894. És la forma de transliteració del sànscrit i del pali més popular. D'ençà que es va crear l'IAST s'ha vingut utilitzant en la major part de les publicacions impreses que inclouen texts en sànscrit o pāḷi, especialment en els llibres i articles que tracten de les religions índiques:Hinduisme, Budisme i Jainisme.
Actualment, d'ençà que les fonts IAST es troben en Unicode, també es fa servir en pràcticament tots els texts electrònics que tracten sobre els mateixos temes.
L'IAST és també molt útil i pràctic per la transcripció d'una gran part de les llengües modernes de l'Àsia meridional.

## Codi IAST
Les lletres de l'alfabet IAST es mostren amb llur equivalent en Devanāgarī i llur valor fonètic en l'IPA. Aquesta transliteració és només vàlida per al sànscrit, car en el cas de l'Hindi han tingut lloc alguns petits canvis fonològics:

| अ [ɐ] a A | आ [ɑː] ā Ā | इ [i] i I | ई [iː] ī Ī | उ [u] u U | ऊ [uː] ū Ū | ऋ [ɹ̩] ṛ Ṛ | ॠ [ɹ̩ː] ṝ Ṝ | ऌ [l̩] ḷ Ḷ | ॡ [l̩ː] ḹ Ḹ | vocals |

| ए [eː] e E | ऐ [aːi] ai Ai | ओ [oː] o O | औ [aːu] au Au | diftongs |

| अं [ⁿ] ṃ Ṃ | anusvara |
| अः [h] ḥ Ḥ | visarga  |

| Velars       | Palatals     | Retroflexes  | Dentals      | Labials      |                             |
| क [k] k K    | च [c] c C    | ट [ʈ] ṭ Ṭ    | त [t̪] t T    | प [p] p P    | Oclusives sordes            |
| ख [kʰ] kh Kh | छ [cʰ] ch Ch | ठ [ʈʰ] ṭh Ṭh | थ [t̪ʰ] th Th | फ [pʰ] ph Ph | Oclusives sordes aspirades  |
| ग [ɡ] g G    | ज [ɟ] j J    | ड [ɖ] ḍ Ḍ    | द [d̪] d D    | ब [b] b B    | Oclusives sonores           |
| घ [ɡʱ] gh Gh | झ [ɟʱ] jh Jh | ढ [ɖʱ] ḍh Ḍh | ध [d̪ʱ] dh Dh | भ [bʱ] bh Bh | Oclusives sonores aspirades |
| ङ [ŋ] ṅ Ṅ    | ञ [ɲ] ñ Ñ    | ण [ɳ] ṇ Ṇ    | न [n] n N    | म [m] m M    | Nasals                      |
|              | य [j] y Y    | र [r] r R    | ल [l] l L    | व [ʋ] v V    | Semivocals                  |
|              | श [ɕ] ś Ś    | ष [ʂ] ṣ Ṣ    | स [s] s S    |              | Sibilants                   |
| ह [ɦ] h H    |              |              |              |              | Fricatives sonores          |